# 2月18日
2月18日是阳历（平年）一年中的第49天，离全年的结束还有316天（闰年则还有317天）。

## 大事记

### 19世紀以前
- 前3102年：世界在四個宇迦循環中所經歷的最後一個宇迦爭鬥時開始。
- 1229年：神聖羅馬皇帝腓特烈二世和埃及蘇丹卡米勒簽署和約，第六次十字軍東征結束。
- 1685年：法国探险家拉萨尔在得克萨斯州建立第一个定居点。

### 19世紀
- 1814年：法國皇帝拿破崙一世指揮的軍隊在蒙特羅戰役中擊敗符騰堡國王威廉一世為首的聯軍。
- 1861年：在意大利统一前夕，萨丁尼亚王国国王宣布自己为意大利国王。
- 1861年：杰佛逊·戴维斯正式就任美利坚联盟国首任总统。
- 1885年：马克·吐温的頑童歷險記在美國出版。

### 20世紀
- 1911年：英屬印度政府成功以飛機運送大量信件來往安拉阿巴德，為世界上首次航空郵件投遞。
- 1927年：哥倫比亞廣播公司成立，最初總部設在費城。
- 1929年：第一届奥斯卡获奖名单公布。
- 1930年：美国天文学家克莱德·汤博在罗威尔天文台发现冥王星，将其视为第九大行星。
- 1932年：东北最高行政委员会宣布中国东北省区独立，其后在日本扶植下建立满洲国。
- 1942年：日軍針對馬來西亞及新加坡華人展開種族清洗，估計造成至少5,000至2萬5,000人死亡。
- 1943年：阿道夫·希特勒的宣传部长约瑟夫·戈培尔在柏林体育馆向15000名听众发表《体育宫讲话》，鼓励德国人无条件地参加战争。
- 1946年：孟买水兵起义爆发。
- 1957年: 茅茅起義的領導者德丹·基马蒂被處以絞刑。
- 1964年：周恩来提出援外八项原则。
- 1965年：冈比亚在英联邦内实行独立。
- 1967年：屬於英國殖民地的南也門亞丁港爆發嚴重暴亂，十六個阿拉伯人死亡，四十多個英國軍警受傷。這次反英暴亂，是由獲得埃及支持的民族解放陣線策動的，目標是要解放南也門佔領區。經過連串的暴亂，南也門終於在1967年脫離英國殖民統治獨立。[1]
- 1977年：中國新疆伊犁農墾局一處禮堂發生重大火災，造成694人死亡、161人重傷。
- 1983年：印度阿薩姆邦發生大屠殺，超過2,000人喪生。
- 1984年：麥當勞在台灣第一家食品推廣中心開幕。
- 1994年：中國籍男子林文強劫持中國西南航空預計由長沙飛往廈門的波音737客機飛往台灣。

### 21世紀
- 2001年：印尼中加里曼丹省达雅族与马都拉族居民爆发一系列种族冲突，造成至少500人死亡，约10万名马都拉族居民被迫迁移。
- 2003年：南韩大邱广域市都市铁道遭到一名精神病患者纵火，造成192人死亡和147人受伤。
- 2010年：尼日軍官薩洛·吉博領導的軍政府在首都尼阿美發動政變，推翻總統馬馬杜·坦賈。
- 2011年：中華民國前第一夫人吳淑珍被高雄地檢署轉送至台中監獄附設培德醫院評估是否收監，獄方和評估醫療團隊在下午四點對外宣布「拒收」，高檢署後宣布將吳淑珍責負給陳致中，限制住居、禁止出境。
- 2013年：江宜樺接替陳沖擔任中華民國第二十五任行政院長。
- 2014年：基輔開始發生一系列涉及抗議者、防暴警察和不明槍手的暴力事件，最終導致烏克蘭總統維克托·亞努科維奇在五天後下台。
- 2021年：火星2020任務火星車毅力號火星探測器和攜帶的無人直升機機智號成功在火星表面著陸。

## 出生
- 1516年：玛丽一世，英格蘭女王（1558年逝世）
- 1530年：上杉謙信，日本戰國時代名將（1578年逝世）
- 1745年：，意大利物理学家，发明家（1827年逝世）
- 1795年：喬治·皮博迪，美國企業家、慈善家（1869年逝世）
- 1803年：伊藤圭介，日本醫生、植物學家、博物學家（1901年逝世）
- 1838年：恩斯特·马赫，奧地利-捷克物理學家（1916年逝世）
- 1844年：齋藤一，日本幕末武士，新選組第三隊隊長（1915年逝世）
- 1888年：弗里茨·匡特，德國畫家、圖形藝術家、設計師（1933年逝世）
- 1896年：厉麟似，中國教育家、外交家（1970年逝世）
- 1898年：恩佐·法拉利，意大利企業家（1988年逝世）
- 1916年：陳智雄，台灣獨立運動家（1963年逝世）
- 1918年：朱利安·施溫格，美國理論物理學家，1965年諾貝爾物理學獎得主（1994年逝世）
- 1922年：伊芝迪，葡萄牙政治家，第123任澳門總督。（2011年逝世）
- 1925年：阿卜杜勒-薩拉姆·馬賈利，約旦醫師、政治人物，第60、63任約旦首相（2023年逝世）
- 1931年：托妮·莫里森，美國小說家，1993年诺贝尔文学奖得主（2019年逝世）
- 1932年：米洛斯·福曼，捷克裔美國電影導演、編劇（2018年逝世）
- 1933年：小野洋子，美籍日本音樂家、藝術家
- 1934年：奧德雷·洛德，美國作家、女權主義者、圖書管理員、民權活動家（1992年逝世）
- 1936年：伊恩·哈金，加拿大哲學家（2023年逝世）
- 1938年：佐田之山晉松，日本相撲力士，第50代橫綱（2017年逝世）
- 1940年：郭愛克，中國神經科學家、生物物理學家（2025年逝世）
- 1940年：法蘭西斯·埃格頓，英國貴族，第七代薩瑟蘭公爵
- 1950年：鹽谷立，日本政治人物
- 1953年：孫德成，臺灣男性配音員（2012年逝世）
- 1954年：瑪俐亞，香港主持人、歌手
- 1954年：約翰·屈伏塔，美國男演員
- 1955年：葉佳修，台灣男歌手
- 1961年：影山浩宣，日本男歌手
- 1965年：馳星周，日本小說家
- 1965年：Dr. Dre，美國嘻哈音樂人、音樂製作人、饒舌歌手，企業家
- 1966年：田中哲司，日本男演員
- 1967年：罗伯特·巴乔，意大利足球運動員
- 1969年：孫楠，中國男歌手
- 1970年：岩男潤子，日本女性聲優
- 1973年：黎瑞恩，香港女歌手
- 1974年：叶夫根尼·卡费尔尼科夫，俄羅斯職業網球運動員
- 1974年：張茜，香港演員
- 1974年：娜丁·拉巴基，黎巴嫩女演员和导演
- 1974年：茱莉亞·伯特弗萊·希爾，美國環保運動人士
- 1975年：加利·尼維利，英格蘭足球運動員
- 1979年：周蜜，香港女子羽毛球運動員
- 1981年：金載沅，韓國男演員
- 1981年：查爾斯·英尼斯-克爾，蘇格蘭貴族，第十一代羅克斯堡公爵
- 1983年：杰梅恩·耶纳斯，英格蘭足球運動員
- 1983年：贾森·马克希尔，美國籃球運動員
- 1984年：陳瑀涵，台灣女歌手、演員
- 1985年：宋再臨，韓國男演員、模特兒（2024年逝世）
- 1985年：河西健吾，日本男性聲優
- 1985年：朴成焄，韓國男演員
- 1985年：安東·費迪南德，英格蘭足球運動員
- 1986年：彭冠英，中國男演員
- 1986年：安藤櫻，日本女演員
- 1987年：袁鎮業，香港男演員、模特兒
- 1988年：沈昌珉，韓國男子偶像團體東方神起成員
- 1989年：韓瑩，臺灣政治人物
- 1990年：蘿拉·迪姬瑪，荷蘭女子排球運動員
- 1990年：朴信惠，韓國女演員
- 1990年：姜素拉，韓國女演員
- 1990年：狄迪·葛雷格里斯，荷蘭職業棒球運動員
- 1991年：傑瑞米·艾倫·懷特，美國男演員
- 1994年：劉展翹，香港女藝人
- 1994年：鄭號錫，韓國男子偶像團體防彈少年團成員
- 1996年：川井田夏海，日本女性聲優
- 1997年：李碩珉，韓國男子偶像團體SEVENTEEN成員
- 1997年：納薩姆·伊布拉希姆，迦納職業足球運動員
- 1998年：崔瀚率，韓國男子偶像團體SEVENTEEN成員
- 1999年：伊薩克·帕瑞迪斯，墨西哥職業棒球選手
- 2004年：李孝濟，韓國男演員
- 2004年：蘇翊鳴，中國男子單板滑雪運動員、前童星
- 2005年：蘇庭煥，韓國男子偶像團體TREASURE成員
- 生年不詳：渡井奏斗，日本男性聲優

## 逝世
- 814年：安吉爾伯特，法蘭克貴族詩人（約760年出生）
- 999年：教宗額我略五世，羅馬主教（約972年出生）
- 1294年：元世祖忽必烈，元朝皇帝（1215年出生）
- 1405年：帖木兒，帖木兒帝國創建者（1336年出生）
- 1455年：安傑利科修士，義大利畫家（1395年出生）
- 1546年：马丁·路德，德國神學家、哲學家，宗教改革运动的倡导者（1483年出生）
- 1563年：法蘭索瓦·德·吉斯，法國將領、政治人物（1519年出生）
- 1564年：米开朗基罗，意大利艺术家（1475年出生）
- 1851年：卡爾·雅可比，德國數學家（1804年出生）
- 1855年：刘丽川，中国上海小刀会起义领袖（1820年出生）
- 1891年：三條實美，日本政治人物（1837年出生）
- 1895年：威廉·韋斯特費爾德，德裔美國麵包師（1842年出生）
- 1917年：查爾斯·愛德華·巴伯，美國鑄幣局雕刻師（1840年出生）
- 1933年：詹姆斯·J·科比特，美國職業拳擊運動員（1866年出生）
- 1937年：謝爾戈·奧爾忠尼啟則，蘇聯政治人物（1886年逝世）
- 1938年：路易·德·拉·瓦萊-普桑，比利時印度學家（1869年逝世）
- 1938年：李桂丹，中華民國空軍上尉（1913年出生）
- 1948年：许寿裳，中國文史學者、作家、教育家（1883年出生）
- 1949年：尼塞托·阿爾卡拉-薩莫拉，西班牙律師、政治人物，前任西班牙總統（1877年出生）
- 1957年：亨利·諾利斯·羅素，美國天文學家（1877年出生）
- 1957年：德丹·基馬蒂，肯亞民族主義者、獨立運動家（1920年出生）
- 1967年：罗伯特·奥本海默，美国理论物理学家，曼哈顿计划的主要领导者之一（1904年出生）
- 1974年：巴納特·禾賀夫，比利時職業足球運動員（1910年出生）
- 1984年：陳非儂，中国粵劇演員（1899年出生）
- 1987年：瑪哈西拉·維拉馮，寮國作家、教育工作者（1904年出生）
- 1991年：章文晋，中国外交家，前中国驻美国大使（1914年出生）
- 2005年：林百欣，香港企業家（1914年出生）
- 2010年：張沖，香港男演員（1931年出生）
- 2012年：李栢儉，香港大律師，曾任高等法院法官（1924年出生）
- 2013年：本多知惠子，日本女性聲優（1963年出生）
- 2023年：黃達，中國經濟學家（1925年出生）
- 2023年：賈斯汀·O·施密特，美國昆蟲學家（1947年出生）
- 2025年：克勞斯·羅可辛，德國法學家（1931年出生）。[2]

## 节假日和习俗
- 巴林：海軍節
- ：獨立日